# Naty Rangel
Naty Liliana Rangel (* 10. August 1988) ist eine mexikanische Badmintonspielerin. 

## Karriere
Naty Rangel nahm 2007 und 2011 an den Panamerikanischen Spielen teil. Bei ihrer ersten Teilnahme belegte sie Rang fünf im Doppel und jeweils Rang neun im Mixed und im Einzel. 2011 wurde sie Neunte im Doppel und 17. im Einzel. Mit dem mexikanischen Team gewann sie bei den Panamerikaspielen Bronze ebenso wie im Damendoppel 2007 bei den Panamerikameisterschaften. 2009 siegte sie bei den Mexico International.